# 卡塞尔县
卡塞尔县（德語：Landkreis Kassel）是德国黑森州北部卡塞尔行政区的一个县，首府卡塞尔。

## 地理
卡塞尔县北面与下萨克森州的诺特海姆县，东面与哥廷根县（下萨克森州）和韦拉-迈斯讷县，南面与施瓦尔姆-埃德尔县，西面与瓦尔代克-弗兰肯贝格县，西北面与北莱茵-威斯特法伦州的赫克斯特县相邻。卡塞尔县的首府、黑森州的直辖市卡塞尔几乎完全被包围在县内。